# TV 538
TV 538 is een Nederlandse digitale televisiezender, die ontstaan is uit het radiostation Radio 538. De televisiezender, die op 4 juli 2011 begon met uitzenden is eigendom van Talpa Network. Om deze zender op tv te kunnen zien, dient op de tv-afstandsbediening het getal 538 te worden ingetoetst. Daarnaast is het kanaal te zien via de site en de app van Radio 538.

## Geschiedenis
Radio 538 startte op 4 juli 2011 in Nederland een televisiezender met de naam TV 538. De zender wordt doorgegeven via UPC en sinds september 2011 ook door Ziggo. Op 4 juli startte TV538 met een live-uitzending van Barry Paf. Elke werkdag worden de radioprogramma’s Evers Staat Op, de Coen en Sander Show en Daniël Lippens live uitgezonden. Op vrijdag tussen 17.30-18.00 uur is De Week Van 538 te zien, tussen 18.00-21.00 uur De Frank en Vrijdag Show met Frank Dane en op zaterdag tussen 19.00-21.00 uur Top 40 met Jeroen Nieuwenhuize, waarin alleen de populairste clips worden vertoond. In het weekend is het radioprogramma van Barend van Deelen te zien. Ook zijn de programma’s Release Reacties, Lovers X Haters en The Beat te zien op de zender.
Eerder was ook tussen 18.00-19.00 uur het radioprogramma Ruuddewild.nl te zien op de zender en tussen 00.00-03.00 uur het radioprogramma 53N8CLUB.
De nadruk ligt vooral op non-stop clips die aangevraagd kunnen worden door luisteraars. Daarnaast zendt het station entertainment, actualiteiten, live-optredens, interviews en evenementen uit, begeleid door de 538-dj's. De live-uitzendingen worden zowel uitgezonden vanuit een tv-studio als op locatie, bijvoorbeeld tijdens 538Koningsdag, 538liveXXL, 538JingleBall en het 538DJHotel.

## Beeldmerk

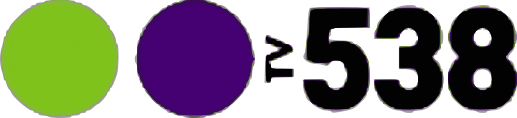
Van 4 juli 2011 tot en met 2 september 2012
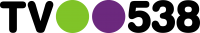
Van 3 september 2012 tot en met 11 mei 2014
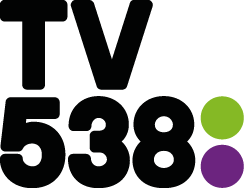
Sinds 12 mei 2014